# Walter van Emerik
Walter van Emerik es un deportista neerlandés que compitió en taekwondo. Ganó una medalla de oro en el Campeonato Europeo de Taekwondo de 1976, en la categoría de –74 kg.

## Palmarés internacional
| Campeonato Europeo | Campeonato Europeo | Campeonato Europeo | Campeonato Europeo |
| Año                | Lugar              | Medalla            | Categoría          |
| ------------------ | ------------------ | ------------------ | ------------------ |
| 1976               | Barcelona (España) | Medalla de oro     | –74 kg             |